# Caterina Benedicta Grazianini
Caterina Benedicta Grazianini, född omkring 1685, död efter 1715, var en italiensk kompositör. Hon var medlem i en katolsk orden. Hon är känd främst genom sina två bevarade oratorier S Gemignano vescovo e protettore di Modena (uppförd 1705 och 1715) och S Teresa, och var på sin tid omtalade.